# Долішній Таванкут
Долішній Таванкут (серб. Доњи Таванкут) — село в Сербії, належить до общини Суботиця Північно-Бацького округу в багатоетнічному, автономному краю Воєводина.

## Населення
Населення села становить 2675 осіб (2002, перепис), з них:
- хорвати — 1234 — 46,90%;
- бунєвці — 787 — 29,91%;
- серби — 190 — 7,22%;
- югослави — 137 — 5,20%;

Решту жителів  — з різних етносів, зокрема: мадяри, румуни, німці і кілька русинів-українців.